# Onocolus granulosus
Onocolus granulosus är en spindelart som beskrevs av Mello-Leitao 1929. Onocolus granulosus ingår i släktet Onocolus och familjen krabbspindlar. Inga underarter finns listade i Catalogue of Life.